# 河辺精長
河辺 精長（かわべ きよなが、1602年1月28日〈慶長6年12月6日〉 - 1688年9月23日〈元禄元年8月29日〉）は、江戸時代前期の神職、国学者である。本姓は大中臣。幼名は清長。通称は喜左衛門。法名は慶順。

## 経歴・人物
河辺仁清の子として、伊勢の山田（現在の三重県伊勢市）に生まれる。若くして出家し大中臣氏と名乗ったが、伊勢神道の興隆に興味を持ったため、還俗し出口延佳から神道を学ぶ。
これによって伊勢神宮の神職となり、1653年（承応2年）に大宮司となり従五位下に叙せられた。伊勢神宮の外宮、内宮の摂社を修築したりする等一躍名を馳せた。死去から丁度250年後の1928年（昭和3年）には昭和天皇により従四位下に叙せられる等、死後も多くの人々から尊敬される神職であった。著書に『寛文摂社再興記』がある。